# 城田大和
城田 大和（しろた やまと、1994年11月25日 - ）は、沖縄県那覇市出身の元自転車プロロードレース (自転車競技)選手。
引退後は、ロードバイク監修としてドラマなどの指導、監修を行っている。

## 概要
高校卒業後、栃木県宇都宮市に本拠地とする、自転車ロードレースプロチーム宇都宮ブリッツェンに加入し、2013年-2015年の3年間、国内プロレースを走り、その後ヨーロッパで活躍するために、2016年に日本代表監督浅田彰率いるエカーズ（EQADS）に加入しフランスで１シーズン過ごす。
翌年引退後、BSスカパー!連続ドラマ弱虫ペダルseason2の監修を務める。2019年8月24日に日本テレビ系 24時間テレビ 「愛は地球を救う」内で放送された単発ドラマ絆のペダルでもロードレース監修を務める。